# فرانك غاي كلارك
فرانك غاي كلارك (بالإنجليزية: Frank Gay Clarke)‏ هو محامي وسياسي أمريكي، ولد في 10 سبتمبر 1850، وتوفي في 9 يناير 1901 في الولايات المتحدة. حزبياً، نشط في الحزب الجمهوري. وقد انتخب عضو مجلس ولاية نيوهامبشير وانتخب عضو مجلس النواب الأمريكي.